# Araeogyia
Araeogyia is een geslacht van vlinders van de familie slakrupsvlinders (Limacodidae).

## Soorten
- A. castanea Hampson, 1892
- A. cupreata Hampson, 1897
- A. divisa (Leech, 1890)
- A. spatulata Hamspon, 1892